# Cnemolia leonensis
Cnemolia leonensis là một loài bọ cánh cứng trong họ Cerambycidae.